# Sobekhotep VI
Sobekhotep VI fou un faraó de la dinastia XIII d'Egipte.
El seu nom de tron (nesut biti) fou Merhotepre (el que estima allò que està en pau amb Ra) i el seu nom Sa Ra fou Sobekhotep (Sobek està en pau). Possible germa del seu antecessor Sobekhotep V per la mare Nubhotepti.
El seu regnat va durar entre 3 i 5 anys. El va succeir Ibiaw.